# Cymatoplicella
Cymatoplicella is een geslacht van vlinders van de familie tastermotten (Gelechiidae).

## Soorten
- C. aestuosa (Meyrick, 1913)
- C. aplectodes (Janse, 1960)